# Перелюбка (присілок)
Перелю́бка (рос. Перелюбка) — присілок у складі Шегарського району Томської області, Росія. Входить до складу Баткатського сільського поселення.

## Населення
Населення — 29 осіб (2010; 39 у 2002).
Національний склад (станом на 2002 рік):
- росіяни — 95 %